# Diagramma ternario

Un esempio di diagramma ternario. In questo caso si tratta di un diagramma di fase dell'oro (inteso come materiale), in cui al variare della percentuale di oro, argento e rame (intesi come elementi chimici) viene identificato il tipo di oro.

Un diagramma ternario è una rappresentazione su un triangolo equilatero di un sistema costituito da 3 variabili la cui somma è costante.

## Applicazioni
In genere viene utilizzato per rappresentare la variazione di proprietà chimico-fisiche di un sistema costituito da 3 componenti al variare della composizione del sistema.
Nella genetica delle popolazioni si utilizza un particolare diagramma ternario, detto diagramma di De Finetti, mentre in teoria dei giochi si utilizza un diagramma ternario per rappresentare le imputazioni di un gioco cooperativo a utilità trasferibile. In fisica delle particelle un esempio di diagramma ternario è il diagramma di Dalitz.

## Proprietà del diagramma ternario
La somma delle composizioni relative a ciascun componente è costante, ad esempio:
- nel caso in cui la composizione sia indicata come frazione molare, la somma di tutte le frazioni molari di un sistema è pari a 1;
- se la composizione viene espressa come percentuale (in moli, in peso, in volume, ecc.), la somma delle composizioni dei 3 componenti è pari a 100.[2]

Essendo la somma delle tre variabili (a, b, c) rappresentate dal diagramma ternario una costante (pari a k), possiamo scrivere la relazione:
a + b + c = k
ovvero una volta che sono assegnate 2 variabili sul diagramma ternario, la terza variabile dipende da queste (per cui solo due variabili sono indipendenti), o in altre parole si hanno a disposizione solo due gradi di libertà.

## Lettura di un diagramma ternario
Supponiamo nella trattazione che segue le 3 variabili sul diagramma ternario rappresentino delle percentuali. La trattazione può comunque essere generalizzata per qualunque tipo di variabili rappresentate.
Ognuna delle tre variabili è rappresentata su un lato e su un vertice del triangolo.
I lati del diagramma ternario vanno visti come delle scale graduate: su ciascuno di essi va letto il valore di una determinata variabile, cioè quella scritta a fianco al lato.
All'interno del diagramma ternario, le variabili a, b e c variano in 3 direzioni differenti:
- la variabile a diminuisce dal vertice sinistro (100% di a) nella direzione che va da quel vertice al lato opposto (0% di a), lungo la direttrice del triangolo che interseca tale vertice;
- la variabile b diminuisce dal vertice destro (100% di b) nella direzione che va da quel vertice al lato opposto (0% di b), lungo la direttrice del triangolo che interseca tale vertice;
- la variabile c diminuisce dal vertice in alto (100% di c) nella direzione che va da quel vertice al lato opposto (che corrisponde alla base del triangolo, 0% di c), lungo la direttrice del triangolo che interseca tale vertice (che corrisponde all'altezza del triangolo).

Ad ogni vertice corrisponde quindi il 100% del valore di una variabile e lo 0% del valore delle altre variabili.
Per conoscere i valori di a, b e c relativi ad un punto qualsiasi del diagramma ternario è necessario tracciare da questo punto 3 rette che siano parallele ai 3 lati del triangolo: le intersezioni di tali rette con i lati del triangolo forniscono i valori cercati per ognuna delle tre variabili, seguendo le regole descritte sopra. Dunque per risalire al valore di ognuna delle variabili si dovrà scegliere la retta parallela al lato opposto al vertice corrispondente alla variabile e andare a leggere il valore individuato sul lato corrispondente alla stessa variabile.
Allo stesso modo, il processo può essere invertito, determinando il punto all'interno del diagramma ternario corrispondente alle quantità delle tre variabili.

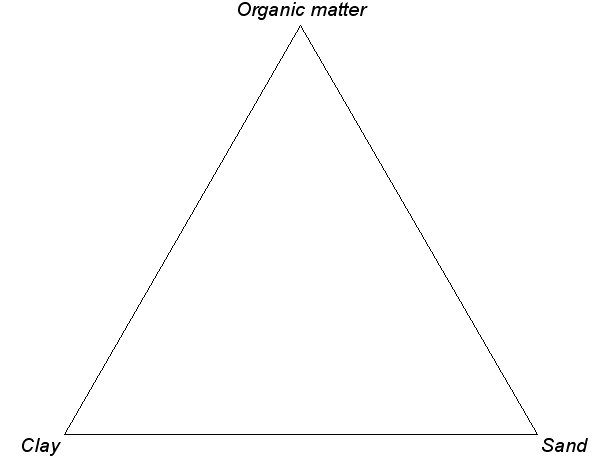
Condizioni ai vertici di un diagramma ternario.
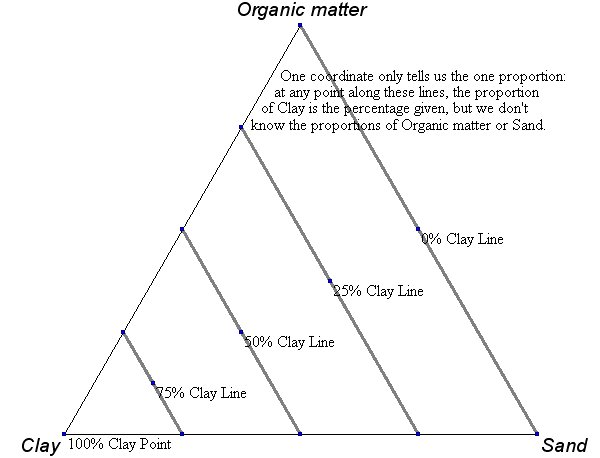
Variazione della variabile a nel diagramma ternario.
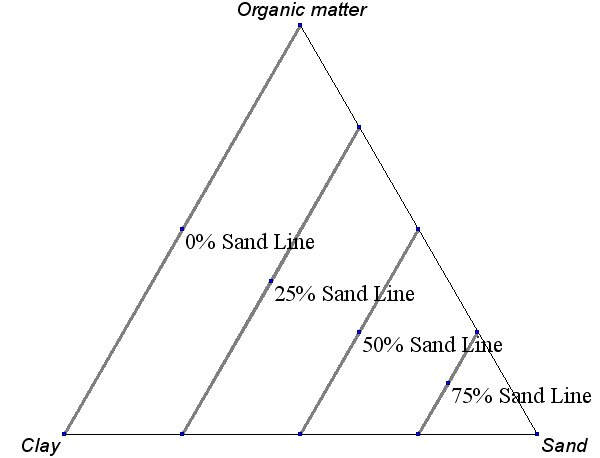
Variazione della variabile b nel diagramma ternario.
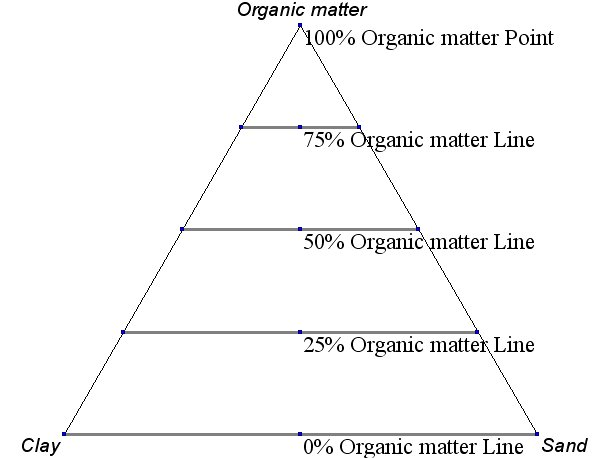
Variazione della variabile c nel diagramma ternario.
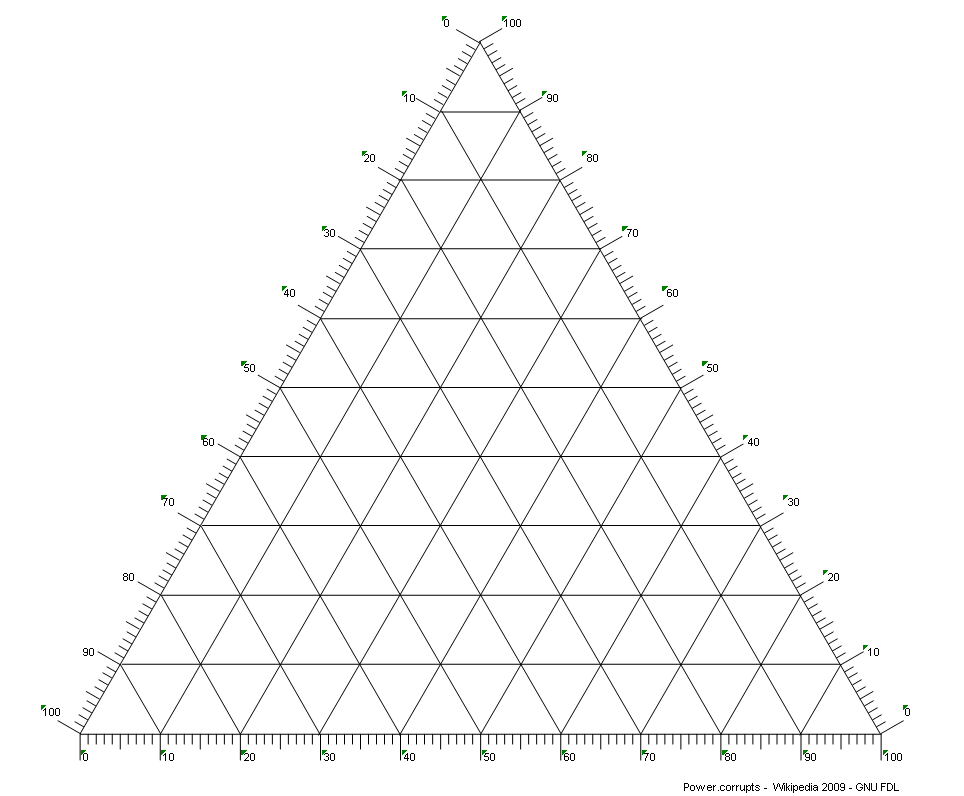
Scale graduate sui lati di un diagramma ternario.
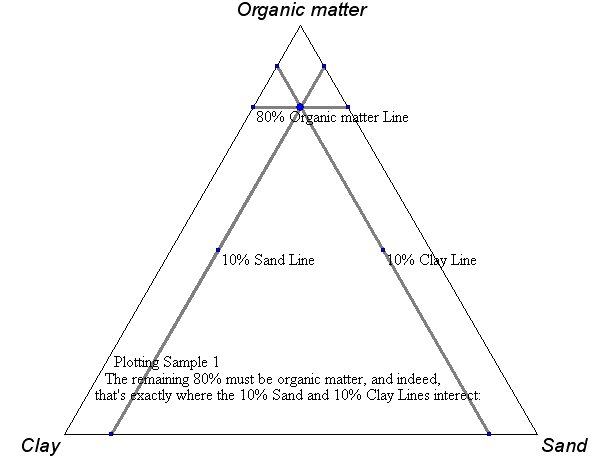
Individuazione di un punto su un diagramma ternario.